# Осина (гмина)
Осина (пол. Osina) — сельская гмина (волость) в Польше, входит как административная единица в Голенювский повет, Западно-Поморское воеводство. Население — 2990 человек (на 2013 год).